# 토이 스토리 2
《토이 스토리 2》(영어: Toy Story 2)는 1999년에 개봉한 미국 애니메이션 영화이다. 디즈니&픽사 제작의 장편 CG 애니메이션 영화이다. 토이 스토리 속편이며, 픽사의 장편 애니메이션으로서는 세 번째 작품이 된다. 감독은 전작과 동일하게 존 래시터가 맡았다. 골든 글로브상 작품상(뮤지컬·코미디 부문)을 수상했다. 속편이라는 것에 대해 당초는 디즈니의 관습에 모방해 비디오 발매용 상품으로서 제작이 진행되었지만, 극장 개봉용 작품으로 승격한 일화를 가진다. 그러나 이 일로 계약상의 문제가 생겨 한때 디즈니와 픽사와의 관계가 악화된 한 요인이 되었다. 극중, 일본의 유명 수집가 Mr.KONISHI가 전화 상대로서 등장하는데 KONISHI란 픽사에 실제로 근무하는 일본인 여성 사원인 코니시로부터 이름이 붙었다. 그 Mr.KONISHI나, 장난감 가게의 알은, 존 래시터와도 안면이 있는 세계적 장난감 수집가(양철 장난감 박물관 관장 키타하라 테루구)가 모델이 되었다. 전작과 같이 여기저기에 스타워즈, 쥬라기 공원 등의 작품의 패러디를 볼 수 있다.

## 줄거리
앤디(영어: Andy)의 어머니는 쓸모없는 물건들을 팔기 위해 앤디의 장난감 몇가지를 현관 앞뜰에 전시한다. 우디(영어: Woody)의 장난감 친구인 위지(영어: Wheezy)가 곧 누군가에게 팔려가게 될 운명이란 것을 발견한 우디는 위지를 구출하러 밖으로 나간다. 그러나 우디는 불행하게도 앤디의 집앞을 지나던 토이 수집광 알에게 발견되어 유괴당한다. 시내에 대형 토이숍을 갖고 있는 알은 1950년대에 방영됐던 TV 프로 '우디의 가축몰이'에 나왔던 장난감들을 수집하던 중이었으며, 너무나 희귀하여 찾기가 힘들었던 카우보이 장난감 우디마저 손에 넣자 일본에서(한국어 녹음에서는 "한국에서") 장난감 박물관을 열려는 사업가에게 팔아넘길 계획을 세운다. 우디가 유괴당하는 것을 목격한 버즈 라이트이어(영어: Buzz Lightyear)와 장난감 친구들은 버즈의 지휘에 따라 우디 구출 작전을 펼치기 시작한다. 쏜살같이 달려오는 자동차들을 피해 목숨을 걸어야 하는 도로 횡단 작전과 승강기 탈출작전 등 기상천외한 어드벤쳐를 겪으며 알(영어: Al McWhiggin)의 장난감 판매점에 침투한 버즈 일행은 설상가상으로 버즈의 은하계 숙적인 Z 대왕과 마주치게 된다.

## 등장 인물
- 우디 - 앤디의 마음에 드는 카우보이 인형. 실은 프리미엄이 붙은 인형인 것이 판명되어, 장난감가게의 알에 유괴되어 버린다. 그 곳에서 왕년의 TV인형극 「우디의 라운드 업」의 캐릭터인 제시 등의 인물과 만나, 박물관에 보존되는지, 앤디의 장난감인 채로 있을지의 고민을 한다.
- 버즈 라이트이어-최신 장난감인 스페이스 레인저. 전작에서는 장난감인 것을 자각하고 있지만, 우디의 구출로 향한 「알의 토이·반」에서 선반에 정렬되어 있던 다른 버즈 라이트이어를 깨운다.
- 다른 버즈 라이트이어 - 버즈때문에 일어난 「다른」버즈. 자신이 스페이스 레인저이다고 믿어 의심하지 않는 모습은 확실히 전작의 버즈와 똑같았다.
- 제시 -「우디의 라운드 업」에 등장한 카우걸 인형. 이전에는 「에밀리」라고 하는 여자 아이의 장난감으로서 있었지만, 성장하고 나서 버려진 과거가 있다. 그 때문에 인간을 별로 믿지 않고, 박물관에 장식될 것을 바라고 있지만 우디가 앤디한테 함께 가자고 설득하며 인간에 대한 신뢰를 가지게 되었다.
- 불스아이 -「우디의 라운드 업」에 등장한 우디의 애마(인형). 우디를 매우 따르고 있어 그의 이동 수단으로서도 사용되었다. 시속 2~30km이상으로 달릴 수 있다. 당초는 말할 수 있는 설정이었지만 변경되어 말할 수 없는 캐릭터가 되었다.
- 피트-「우디의 라운드 업」에 등장하고 있던 금광굴 광부 인형. 미개봉의 패키지에 들어간 채로 등장. 언뜻 보면 편하고, 지식이 많은 아저씨이지만 실은 재고품으로 누구보다 박물관에 장식되는 것을 바라고 있기 때문에 우디에게 강경한 자세로 나오는 것도 싫어하지 않는다.
- 저그황제 - 스페이스 레인저 버즈 라이트이어에 등장하는 버즈의 강적. 그도 장난감가게에서 선반에 정렬되어 있던 것을 버즈들때문에 일어나, 장난감가게에서 눈을 뜬 지 얼마 안된 「다른」버즈에게도 공격한다. 실은 버즈와는 「스타워즈」의 루크와 다스베이더의 패러디적인 관계에 있다. 핑퐁구슬의 발사 기능이 있다. 본작의 극작가이기도 한 앤드루 스탠튼이 성우도 겸임했다.
- 위지 - 음성 장치(일명 '삑삑이'라고 부르는 공기형식)가 고장난 펭귄형 인형. 앤디의 방의 선반 위에 있었지만, 벼룩시장에 25센트로 나와 버린 것을 우디가 구출해낼 수 있었다. 힘이 나면 매우 우수한 테너이다. 낡은 장난감으로 잊혀져 떠난 존재를 표현하기 위해서인지 전작에는 등장하지 않는다.
- 슬링키 - 몸 대신 용수철을 가진 강아지로, 우디의 베스트 프렌드 역할을 한다. 우디를 정말로 따르는 장난감이라서 1편에서 우디의 결백을 끝까지 주장하던 장난감이었다.
- Mrs.포테이토 헤드 - 전작의 마지막에 등장한 미스터 포테이토 헤드의 아내. 미스터 포테이토 헤드와는 금술이 좋다. 우디 구출 때, 미스터·포테이토 헤드에 여러 가지 물건을 갖게하고 있었다. 그러나 남편의 바람기를 걱정하고 있는 것 같아서,「모르는 장난감과 말하면 안돼요」라고 미스터 포테이토 헤드에게 말한다. 택배차로 미스터 포테이토 헤드가 도운 에이리언들을 양자로 하려고 한다. NG장면에서는 장난감 원숭이를 귀여워하고 있었다.
- 버스터 - 전작 마지막에 앤디가 부모님으로부터 선물받은 개. 전작의 스커드와 같이 우디들의 최대의 라이벌이 될까 생각했는데, 앤디 이상으로 우디에 따르고 있고, 「손」,「빵」(즉,죽은척)등의 재주가 생기지만, 앤디가 이 명령을 해도 재주를 부리지 않는다. 또, 앤디의 방에 숨은 우디를 찾아내는 게임을 하고 있기도 했다.
- 알 맥위긴 - 장난감가게 「알의 장난감 농장」의 경영자. 「우디의 라운드 업」관련의 상품을 대량으로 수집하고 있다. 우디를 훔쳐 일본의 박물관에 팔아 돈을 벌려고 꾀한다. 경영자 스스로 닭의 슈트를 입어 장난감가게의 선전을 하고 있어 우디를 훔쳐 도주할 때에 차로부터 떨어뜨린 닭 수트의 날개가 버즈가 유괴범을 추리할 때의 열쇠가 되었다.

## 목소리 출연

### 원본판
- 톰 행크스 - 우디
- 팀 앨런 - 버즈 라이트이어/유틸리티 버즈 라이트이어
- 조앤 큐잭 - 제시
- 캘시 그래머 - 프로스펙터 스팅키 피트
- 故 돈 리클스 - Mr.포테이토 헤드
- 에스텔 해리스 - Mrs.포테이토 헤드
- 故 짐 바니 - 슬링키
- 윌리스 숀 - 렉스
- 존 라첸버거 - 햄
- 애니 파츠 - 보 핍
- 조디 벤슨 - 바비
- 故 로널드 리 어메이 - 하사관
- 앤드루 스탠턴 - Z 대왕
- 조 랜프트 - 위지
- 웨인 나이트 - 앨 맥위긴
- 제프 피전 - 에일리언

### 한국어 더빙
- 김승준 - 우디
- 故 박일 - 버즈 라이트이어/유틸리티 버즈 라이트이어
- 함수정 - 제시
- 유해무 - Mr.포테이토 헤드
- 이진화 - Mrs.포테이토 헤드
- 장승길 - 슬링키
- 故 최병상 - 렉스
- 유동현 - 햄
- 이현선 - 보 핍
- 문선희 - 바비
- 서문석 - Z대왕
- 김익태 - 위지
- 김환진 - 알 멕위긴
- 이종구 - 스팅키 피트
- 한호웅 - 외계인
- 정승욱 - 상사
- 정기항 - 수리공
- 전상초 - 에이미
- 김도현 - TV 네레이션

## 자투리 이야기
- 당초, 본작은 비디오＆DVD으로의 발매 계획이었지만, 작품의 훌륭함에 디즈니 측을 설득해 극장 개봉용으로 계획이 변경되었다. 그리고 극장 상영끝난 다음날 지나 비디오& DVD로 발매하였다.
- 알의 가게 「AL'S TOY BARN」의 점포 안을 보면 벅스라이프의 장난감이나, 군인 장난감, 전작에서 앤디의 방 천장에 매달려 있던 비행기 등, 본 기억이 있는 장난감이 여기저기 놓인 모습이 나온다.
- 본작의 DVD에는,에밀리가 탄 차가 사고를 당하는 미공개 장면이 있다.
- 공항의 안내멘트에서 "LassetAir Flight A113"라는 항공편이 나온다. LassetAir는 감독 존 래시터의 이름에서 딴 것이라고 한다.
- 벼룩시장 장면에서는, 전작의 시드의 방에 있던 책상이나 열쇠,벅스라이프에서 사용된 목걸이 등이 있다.
- 버즈가 또 한사람의 버즈에게 말하는 「코드546」이란, 극작가인 앤드루 스탠턴이 사는 지역번호이다.
- 벅스라이프의 프로모션으로 일본에 와있었던 픽사의 스탭이 일본에서 에이리언(리틀 그린 멘)이 아주 대단한 인기라고 하는 것을 알게 되어 당시 제작중이었던 본작으로의 노출을 늘리도록 했다.
- 영문판과 해외판으로, 간판등의 표기나 표현을 바꾸는 시도가 되고 있다.
- 중반의 TV프로의 종료 장면에서는 영문판에서는 버즈의 배경으로 성조기가, 해외판에서는 지구본과 불꽃이 비친다.
- 마지막 장면으로 위지가 노래하는 받침대에 사용하고 있는 목제 블록은 영문판에서는 블록에 W.H.E.E.Z.Y라고 쓰여있지만, 해외판에서는 알파벳이 ☆으로 옮겨지고 있다. 이것들은 DVD의 언어 설정을 영어로 하면 본래 나온대로 표시되게 된다.
- 한국 개봉용으로는 오프닝때 한글 전용 타이틀과 일부 한글텍스트가 수록되었다. 그 이유는 어린이들의 배려를 위한 것이다.
- 2009년 5월 5일 디즈니은 토이 스토리 3 개봉 기념으로 어린이날을 앞두고 1&2를 3D로 재개봉하였다.

## 같이 보기
- 역대 최고의 영화 목록